# Râd cu tine
Râd cu Tine este un single al grupului Elegance, lansat în anul 2005, de pe albumul Cine Te Iubește.

## Legături externe
- Videoclipul piesei Râd cu tine pe YouTube